# 수자폰

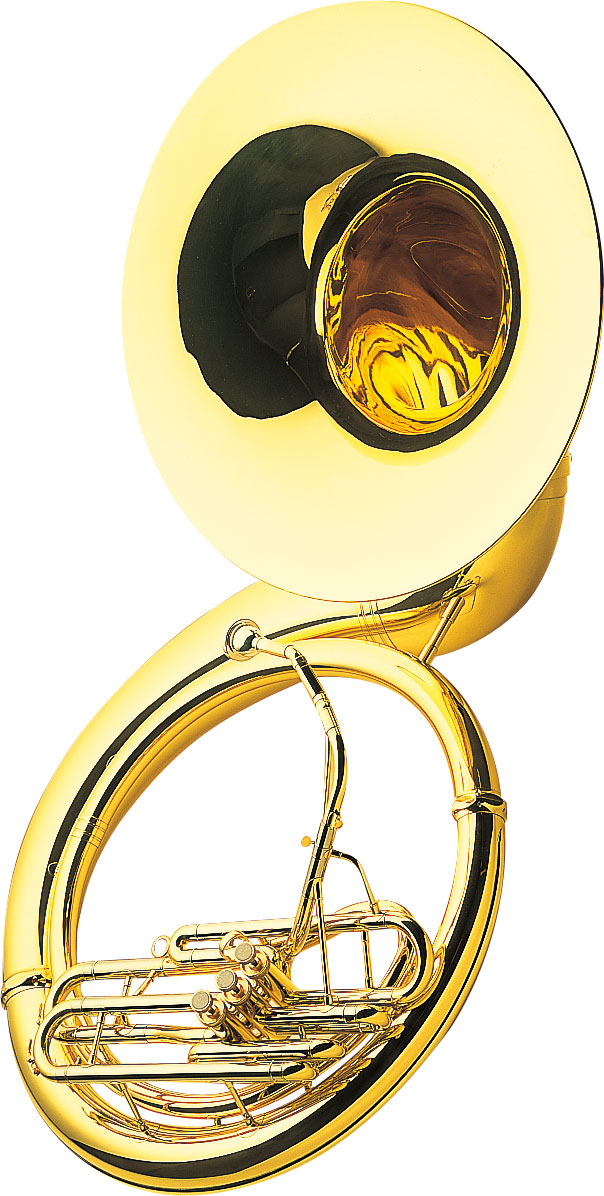
야마하사의 YSH-411

수자폰(sousaphone)은 튜바와 같은 계열의 금관악기이다. 1893년경 J.W. 페퍼사가 미국의 밴드 지휘자 존 필립 수자의 주문으로 처음 제작하였는데, 서 있거나 행진할 때 연주하기 편할 뿐만 아니라 밴드의 머리보다 높은 위치에서 악기의 소리를 낼 수 있도록 설계하였다. 튜바와 마찬가지로 입술을 진동시키거나 큰 컵 모양의 마우스피스로 버징하여 소리를 낸다. 그러나 악기의 형태는 튜바와 사뭇 다르게도 연주자의 몸에 맞도록 둥글게 구부러져 있다. 휴대하기 쉽고 소리의 방향성 때문에 군악대에서 행진곡을 연주할 때 널리 사용되나 다른 장르에서도 종종 보인다. 원래 놋쇠로 만들어졌으나 20세기 중반에부터는 유리섬유처럼 가벼운 재료로 만들어지기 시작했다.